# Miofibroblasto
Miofibroblasto é uma célula que está entre um fibroblasto e uma célula de músculo liso em diferenciação.

## Origem
Há muitos modos possíveis de um miofibroblasto se desenvolver:
1. Diferenciação parcial em musculo liso de uma célula fibroblástica.
2. Ativação de uma célula estreladas (e.g. Célula estrelada hepática ou Célula estrelada pancreática).
3. Perda do fenótipo contrátil (ou aquisição do "fenótipo sintético") de uma célula muscular lisa.
4. Diferenciação miofibroblástica direta de uma célula progenitora residente em um tecido estromal.
5. Retorno ou recrutamento de um precursor mesenquimal circulante o qual pode diferenciar-se diretamente ou indiretamente através de outro tipo celular intermediário.
6. Epitelial a mesenquimal transdiferenciação de uma célula epitelial.

## Marcadores
Miofibroblastos usualmente cora-se para o filamento intermediário vimentina, o qual é um marcador mesenquimal geral, e para alfa actina de musculo liso. De forma interessante, podem ser positivos para outros marcadores de musculo liso como a desmina (outro tipo de filamento intermediário) apenas em determinados tecidos e essa heterogeneidade pode existir para todos os marcadores de musculo liso exceto a uns poucos marcadores positivos apenas para musculatura lisa contrátil como a metavinculina e esmotelina. Alguns miofibroblastos (exceto os que possuem forma estrelada) podem também ser positivos para GFAP.

## Localização e função
Miofibroblastos são encontrados subepitelialmente em muitas superfícies mucosas como, por exemplo, quase toda extensão do trato gastrointestinal e genitourinário. Aqui eles não agem apenas como regulador da forma das criptas e vilosidades, mas também agem como nichos de células tronco nas criptas intestinais e como parte atípica das células apresentadoras de antígenos. Em muitos lugares têm ambas as funções paracrinas e de suporte. Estão envolvidas na fibrose de muitos órgãos como fígado, pulmões e rins. No tecido lesionado eles atuam no fortalecimento do novo tecido por deposição de fibras de colágeno e na contração da cicatriz por contração intracelular e concomitante alinhamento das fibras de colágeno mediado pelo tracionamento dos feixes de colágeno pela integrina. Pericitos e células mesangiais renais são exemplos de células miofibrobláscias modificadas.
Os miofibroblastos podem interferir com a propagação dos sinais elétricos que controlam o rítmo cardíaco levando a arritmia em pacientes que tenham sofrido ataque cardíaco. Ursodiol e uma droga promissora para esta condição.

### Miofibroblastos na cicatrização
Miofibroblastos têm capacidade de contração usando um tipo de complexo actina-miosina da musculatura lisa, rico em uma forma de actina chamada de alfa-actina de músculo liso. Essas células são então capazes de acelerar a cicatrização por contrair as bordas da lesão.
Estudos iniciais sobre cicatrização mostravam que o tecido de granulação originados de lesões pode contrair in vitro de modo similar ao músculo liso quando exposto a substâncias que causam contração da musculatura lisa como adrenalina ou angiotensina.
Mais recentemente, tem sido demonstrado que fibroblastos podem transformar-se em miofibroblastos com fotobiomodulação. 
Após a cicatrização estar completa, estas células entram em apoptose. Hoje acredita-se que varias doenças fibróticas (ex.: cirrose hepática, fibrose renal, fibrose retroperitoneal) decorrem da falha dessas células entrarem em apoptose levando a persistência dos miofibroblastos e consequentemente expansão da matriz extracelular (fibrose) e contração. Similarmente, em feridas que não cicatrizam corretamente e torna-se queloides ou cicatrizes hipertróficas, os miofibroblastos podem persistir ao invés de desaparecer por apoptose.